# Notacma armata
Notacma armata är en stekelart som först beskrevs av Brulle 1846.  Notacma armata ingår i släktet Notacma och familjen brokparasitsteklar. Inga underarter finns listade i Catalogue of Life.